# Свободное слово (клуб)
«Свободное слово» — теоретико-дискуссионный клуб, город Москва.
Действуя при соблюдении принципа свободного и неподцензурного высказывания взвешенных личных суждений, это неформальное объединение оказывало заметное влияние на настроения творческой интеллигенции в период Перестройки и в послесоветское время.
Решающая роль в организации работы объединения принадлежала профессору В. И. Толстых, Э. Р. Курдиной и М. Р. Бургете-Аяла. Главный научный сотрудник Института философии РАН Валентин Иванович Толстых на протяжении двадцати лет существования клуба был его бессменным Президентом.
Первое заседание «Свободного слова» состоялось 31 октября 1988 года в конференц-зале Киноцентра на Красной Пресне. Последующие 10 лет клубные встречи проходили в Союзе кинематографистов на Васильевской улице, затем вплоть до октября 2008 года в Институте философии РАН. При подготовке всех заседаний опора на постоянных экспертов сочеталась с широким привлечением новых участников дискуссий. Всего за двадцатилетие работы клуба было проведено 168 заседаний, выступления на которых отражены в 11 альманахах «Свободное слово» и других сборниках.
Под эгидой «Свободного слова» выступали:
- искусствоведы И. А. Андреева, В. В. Ванслов, Е. М. Вильчек, И. Л. Вишневская, О. И. Генисаретский, В. Л. Глазычев, О. Б. Дубова, К. Э. Разлогов, А. К. Якимович, С. В. Ямщиков;
- историки Г. А. Гордон, А. Б. Зубов, Я. Б. Драбкин, В. Т. Логинов, Е. А. Никифоров, С. С. Ованесова, В. Г. Сироткин, Д. Е. Фурман, А. И. Фурсов, А. И. Уткин, А. Л. Янов;
- деятели искусства В. В. Васильев, А. И. Гельман, А. Н. Герасимов, А. С. Демидова, С. С. Говорухин, Л. С. Донец, А. Г. Зархи, С. Я. Кулиш, К. А. Лаврентьев, В. С. Лановой, И. Ф. Масленников, В. В. Меньшов, Ю. Н. Назаров, О. А. Никич, Ю. Н. Озеров, Г. И. Полока, М. Н. Ромадин, Д. Худоназаров, М. М. Хуциев, Е. В. Цымбал, Г. Н. Чухрай;
- литераторы Л. А. Аннинский, Ю. Л. Болдырев, В. К. Буковский, Д. Л. Быков, М. И. Веллер, А. А. Кабаков, В. Н. Курицын, А. Н. Латынина, Ю. Л. Латынина, В. П. Лебедев, А. С. Салуцкий;
- политики М. С. Горбачёв, Ю. Ю. Болдырев, Г. Э. Бурбулис, А. Г. Дугин, В. В. Жириновский, Г. А. Зюганов, В. П. Лукин, А. И. Подберёзкин, В. А. Рыжков, Г. А. Сатаров, А. С. Черняев, И. М. Хакамада, Г. Х. Шахназаров, Г. А. Явлинский, А. Н. Яковлев;
- политологи О. В. Гаман-Голутвина, И. М. Клямкин, С. Е. Кургинян, С. А. Марков, А. М. Мигранян, В. Ю. Милитарёв, И. А. Михайлов, Г. Г. Пирогов, В. Л. Цымбурский;
- социологи Б. А. Грушин, Д. Б. Дондурей, А. Г. Здравомыслов, О. М. Здравомыслова, М. В. Масарский;
- филологи И. И. Виноградов, Г. Д. Гачев, В. В. Кожинов, В. С. Непомнящий, П. В. Палиевский, Л. И. Сараскина, А. П. Чудаков;
- философы Р. Г. Апресян, В. Г. Арсланов, Ю. М. Бородай, Г. Г. Водолазов, П. П. Гайденко, Д. Е. Галковский, А. А. Гусейнов, Ю. Н. Давыдов, А. А. Зиновьев, А. Ф. Зотов, К. М. Кантор, А. А. Кара-Мурза, С. Г. Кара-Мурза, В. Ж. Келле, В. А. Лекторский, В. М. Межуев, Л. Н. Митрохин, Н. Ф. Овчинников, А. П. Огурцов, А. С. Панарин, Ю. К. Плетников, В. А. Подорога, Г. С. Померанц, В. Л. Рабинович, К. А. Свасьян, В. С. Семёнов, Б. Ф. Славин, В. П. Терин, Э. Ю. Соловьёв, В. С. Стёпин, В. И. Толстых, В. Г. Федотова, В. Ю. Царёв, А. С. Ципко, П. Г. Щедровицкий;
- экономисты А. Р. Белоусов, А. В. Бузгалин, С. Ю. Глазьев, В. И. Данилов-Данильян, А. И. Колганов, С. А. Магарил, Ю. В. Яковец.

Клуб «Свободное слово» сотрудничал с Горбачёв-Фондом, много лет финансовую поддержку ему оказывали Школа культурной политики (ШКП) и Российский гуманитарный научный фонд.

## Публикации Клуба
Отдельные издания:

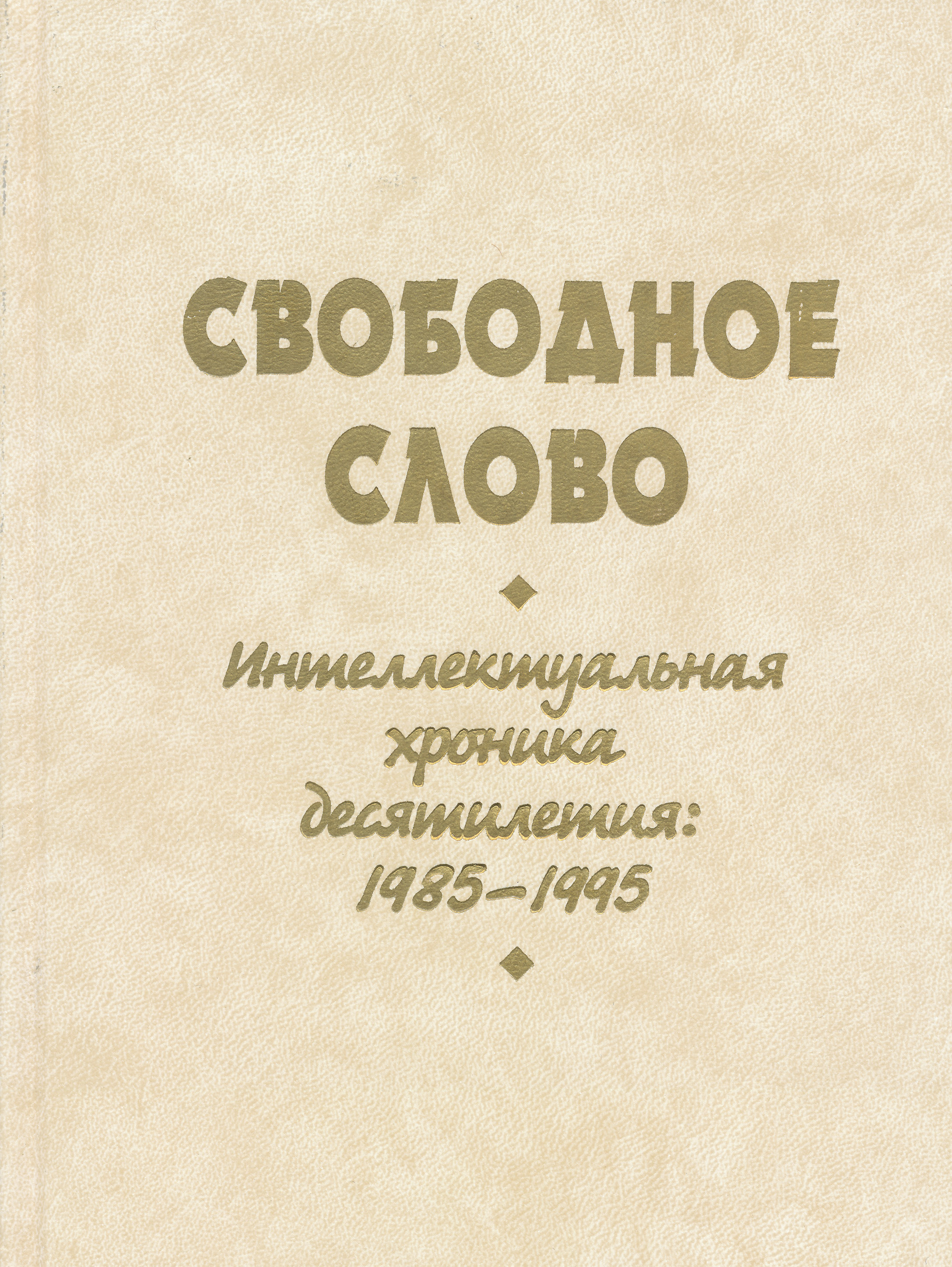
Альманах «Свободное Слово», первый выпуск

- «Драма советской философии. Эвальд Васильевич Ильенков» (книга-диалог). М.: Изд. ИФ РАН, 1997
- «Марксизм: PRO и CONTRA» (на основе дискуссии в Клубе «Свободное слово»). М.: Республика", 1997
- «Перестройка. Десять лет спустя». М.: Изд. «Апрель-85», 1995
- «Перестройка. Двадцать лет спустя». М.:"Русский путь", 2005
- «Россия в глобализующемся мире» (совместное заседание Клуба «Свободное слово» и Горбачев-фонда). М.: «Апрель-1995», 1997
- «Свободное слово. Интеллектуальная хроника десятилетия: 1985—1995». М.: 1996, Изд. «Школа культурной политики»
- «Свободное слово. Интеллектуальная хроника: 1995—1997». М.: Изд. «Школа культурной политики»,1997
- «Свободное слово. Интеллектуальная хроника: 1998—1999». М.: Изд. ИФ РАН, 2000
- «Свободное слово. Интеллектуальная хроника: 2000». М.: Изд. ИФ РАН, 2001
- «Свободное слово. Интеллектуальная хроника событий». Альманах 2001. М.: Прогресс-традиция, 2002
- «Свободное слово. Интеллектуальная хроника событий». Альманах 2002. М.: Прогресс-традиция, 2003
- «Свободное слово. Интеллектуальная хроника событий». Альманах 2003. М.: Прогресс-традиция, 2005
- «Свободное слово. Интеллектуальная хроника событий». Альманах 2004—2005. М.: Русский путь, 2005
- «Свободное слово. Интеллектуальная хроника событий». Альманах 2005—2006. М.: Русский путь, 2006

Периодика:
- «Вишнёвый сад: рубить или не рубить?», «Новая жизнь» № 1 (18) октябрь 2003
- «В поисках властителей дум», «Литературная газета» № 43 23-29 сентября 2002
- «Добро и зло массовой культуры», «Литературная Газета» № 19-80 21-27 мая 2003
- «Есть ли альтернатива президенту Путину?», «Родная газета» 30 января 2004
- «Есть ли альтернатива президенту Путину?», «Элита России» февраль 2004
- «Культура и государство. Власть и культура», «Политжурнал» № 22(25) 28 июля 2004
- «К вопросу о том, чем отличается свобода творчества художника от вседозволенности и беспредела», «Литературная газета» № 12-13 30 марта- 4 апреля 2005
- «Как управлять?», «Литературная Газета» 2 июля 2003
- «Мы будем рядом с западом, но как самостоятельный центр», «Россия» 27 декабря 2001-9 января 2002
- «Россия и русские. Как живется русским в России», «Родная газета» 23 июля 2004